# Straight Outta Compton (film)
Straight Outta Compton är en amerikansk biografisk film om hiphopgruppen N.W.A. Filmen hade premiär 14 augusti 2015 i USA och i Sverige den 11 september 2015. Filmen har samma namn som gruppens debutalbum som släpptes 1988. Gruppmedlemmarna Dr. Dre och Ice Cube arbetade som producenter på filmen. Ice Cubes son O'Shea Jackson Jr. spelar sin far i filmen.

## Rollista (i urval)
| O'Shea Jackson Jr. | – O'Shea "Ice Cube" Jackson   |
| Jason Mitchell     | – Eric "Eazy-E" Wright        |
| Corey Hawkins      | – Andre "Dr. Dre" Young       |
| Aldis Hodge        | – Lorenzo "MC Ren" Patterson  |
| Neil Brown Jr.     | – Antoine "DJ Yella" Carraby  |
| Paul Giamatti      | – Jerry Heller                |
| Marlon Yates Jr.   | – Tracy "The D.O.C." Curry    |
| Keith Stanfield    | – Calvin "Snoop Dogg" Broadus |
| R. Marcos Taylor   | – Marion "Suge" Knight        |
| Sheldon A. Smith   | – Warren G" Griffin III       |
| Cleavon McClendon  | – Anthony "Sir Jinx" Wheaton  |
| Marcc Rose         | – Tupac Shakur                |
| Darris Love        | – Tupac Shakur (röst)         |